# The Hunger (Michael Bolton)
The Hunger è il quinto album del cantante statunitense Michael Bolton, pubblicato nel 1987.

## Tracce
1. "Hot Love" (Michael Bolton/Martin Briley) 3:47
2. "Wait On Love" (Michael Bolton/Jonathan Cain) 4:27
3. "(Sittin' on) the Dock of the Bay" (Otis Redding, Steve Cropper) 3:51
4. "Gina" (Michael Bolton/Bob Halligan, Jr./Keith Diamond) 4:07
5. "That's What Love Is All About" (Michael Bolton/Eric Kaz) 3:58
6. "The Hunger" (Michael Bolton/Jonathan Cain) 4:18
7. "You're All That I Need" (Michael Bolton/Jonathan Cain/Neal Schon) 4:18
8. "Take A Look At My Face" (Michael Bolton/Martin Briley) 4:00
9. "Walk Away" (Michael Bolton, Diane Warren) 4:12

## Formazione
- batterista: Michael Baird, Mugs Cain, Chris Parker, Keith Diamond
- bassista: Timmy Allen, Randy Jackson, Will Lee, Doug Wimbish, Keith Diamond
- tastierista: Skip Anderson, Jeff Bova, Jonathan Cain, Keith Diamond, Rob Mounsey, Steve Rimland
- chitarrista: Bob Halligan, Bruce Kulick, Danny Merlin, Paul Pesco, Neal Schon, Ira Siegel
- sassofonista: Danny Hull, V. Jeffrey Smith
- tromba: Jerry Jumonville, Steve Madaio, R.A. Martin, Thomas R. Peterson
- violinista: Karen Dreyfus, Katsuko Esaki, Richard Hendrickson, Harold Kohon, Anthony Posk, Rebecca Young
- flautista: Alex Foster
- corista: Michael Bolton, Joe Cerisano, Bob Halligan, David Glen Eisley, Dennis Feldman, Hawkins Singers, James Ingram, Eric Martin, Jeanie Tracy, Joe Lynn Turner

## Classifiche

### Album
| Classifica (1987) | Posizione massima |
| ----------------- | ----------------- |
| Billboard 200     | 46                |
| Norvegia          | 10                |

### Singoli
| Anno | Singolo                            | Classifica                    | Posizione massima |
| ---- | ---------------------------------- | ----------------------------- | ----------------- |
| 1987 | "(Sittin' on) the Dock of the Bay" | Mainstream Rock Songs         | 37                |
| 1987 | "That's What Love Is All About"    | Hot Adult Contemporary Tracks | 3                 |
| 1987 | "That's What Love Is All About"    | Hot R&B/Hip-Hop Songs         | 62                |
| 1987 | "That's What Love Is All About"    | Billboard Hot 100             | 19                |
| 1988 | "(Sittin' On) The Dock Of The Bay" | Hot Adult Contemporary Tracks | 19                |
| 1988 | "(Sittin' On) The Dock Of The Bay" | Hot R&B/Hip-Hop Songs         | 58                |
| 1988 | "(Sittin' On) The Dock Of The Bay" | Mainstream Rock Songs         | 12                |
| 1988 | "(Sittin' On) The Dock Of The Bay" | Billboard Hot 100             | 11                |
| 1988 | "(Sittin' On) The Dock Of The Bay" | Official Singles Chart        | 77                |
| 1988 | "(Sittin' On) The Dock Of The Bay" | Norvegia                      | 5                 |
| 1988 | "(Sittin' On) The Dock Of The Bay" | Australia                     | 7                 |
| 1988 | "(Sittin' On) The Dock Of The Bay" | Nuova Zelanda                 | 8                 |
| 1988 | "(Sittin' On) The Dock Of The Bay" | Canada                        | 9                 |
| 1988 | "Wait On Love"                     | Mainstream Rock Songs         | 40                |
| 1988 | "Wait On Love"                     | Billboard Hot 100             | 79                |